# Emir of Qatar Cup 2025
Der Emir of Qatar Cup 2025 war die 53. Austragung eines K.-o.-Fußballwettbewerbs in Katar. Das Turnier wurde vom katarischen Fußballverband organisiert. Es begann mit der Vorrunde am 21. April 2025 und endete mit dem Finale am 24. Mai 2025. Titelverteidiger war der al-Sadd Sports Club.

## Termine
| Runde         | Datum              |
| ------------- | ------------------ |
| Vorrunde      | 21. April 2025     |
| Achtelfinale  | 4. bis 7. Mai 2025 |
| Viertelfinale | 13./14. Mai 2025   |
| Halbfinale    | 18./19. Mai 2025   |
| Finale        | 24. Mai 2024       |

## Vorrunde
| Datum          |                   | Ergebnis              |              |
| -------------- | ----------------- | --------------------- | ------------ |
| 21. April 2025 | al-Markhiya SC    | 1:2                   | Mesaimeer SC |
| 21. April 2025 | al-Waab SC        | 0:1                   | Lusail SC    |
| 21. April 2025 | al-Kharitiyath SC | 1:1 n. V. (2:1 i. E.) | al Bidda SC  |
| 21. April 2025 | al-Sailiya        | 1:0 n. V.             | Muaither SC  |

## Achtelfinale
| Datum       |                        | Ergebnis  |                   |
| ----------- | ---------------------- | --------- | ----------------- |
| 4. Mai 2025 | al-Ahli SC             | 1:0 n. V. | Qatar SC          |
| 4. Mai 2025 | Al-Shahania SC         | 2:0       | Mesaimeer SC      |
| 5. Mai 2025 | al-Rayyan SC           | 4:2       | Lusail SC         |
| 5. Mai 2025 | al-Duhail SC           | 4:2       | al-Sailiya        |
| 6. Mai 2025 | al-Sadd Sports Club    | 3:1       | al-Kharitiyath SC |
| 6. Mai 2025 | al-Gharafa Sports Club | 2:1       | al-Khor SC        |
| 7. Mai 202  | al-Wakrah SC           | 1:4       | Umm-Salal SC      |
| 7. Mai 202  | al-Shamal SC           | 3:1       | Al-Arabi          |

## Viertelfinale
| Datum        |                        | Ergebnis              |                     |
| ------------ | ---------------------- | --------------------- | ------------------- |
| 13. Mai 2025 | al-Ahli SC             | 2:1 n. V.             | Al-Shahania SC      |
| 13. Mai 2025 | Umm-Salal SC           | 1:1 n. V. (3:2 i. E.) | al-Shamal SC        |
| 14. Mai 2025 | al-Rayyan SC           | 2:2 n. V. (5:4 i. E.) | al-Duhail SC        |
| 14. Mai 2025 | al-Gharafa Sports Club | 2:2 n. V. (5:4 i. E.) | al-Sadd Sports Club |

## Halbfinale
| Datum        |                        | Ergebnis |              |
| ------------ | ---------------------- | -------- | ------------ |
| 18. Mai 2025 | al-Ahli SC             | 0:3      | al-Rayyan SC |
| 19. Mai 2025 | al-Gharafa Sports Club | 4:2      | Umm-Salal SC |

## Finale
| Datum         |              | Ergebnis |                        |
| ------------- | ------------ | -------- | ---------------------- |
| 24. Maik 2025 | al-Rayyan SC | 1:2      | al-Gharafa Sports Club |

| Paarung        | al-Rayyan SC – al-Gharafa Sports Club                             |
| Ergebnis       | 1:2 (0:2)                                                         |
| Datum          | 24. Mai 2025 um 18.00 Uhr                                         |
| Stadion        | Khalifa International Stadium, ar-Rayyan                          |
| Zuschauer      | 38.149                                                            |
| Schiedsrichter | Mohammed Al-Shummari                                              |
| Tore           | 0:1 Ferjani Sassi (4.) 0:2 Joselu (18.) 1:2 Roger Guedes (49. ET) |